# L'assassinat de Richard Nixon
L'assassinat de Richard Nixon (títol original The Assassination of Richard Nixon), és una pel·lícula estatunidenca de Niels Mueller. Ha estat doblada al català, protagonitzada per Sean Penn, Don Cheadle i Naomi Watts, i basada en la història del possible assassí Samuel Byck, que va intentar matar Richard Nixon el 1974. Es va presentar a la secció Un Certain Regard al Festival Internacional de Cinema de Cannes del 2004.

## Argument
Narra la vida de Samuel J. Bicke (Sean Penn) que veu com s'esvaeix el seu somni americà. La seva desesperació el fa planejar l'assassinat del President dels Estats Units, Richard Nixon.

## Repartiment
- Sean Penn: Samuel J. Bicke
- Naomi Watts: Marie Andersen Bicke
- Don Cheadle: Bonny Simmons
- Jack Thompson: Jack Jones
- Brad Henke: Martin Jones
- Nick Searcy: Tom Ford
- Michael Wincott: Julius Bicke
- Mykelti Williamson: Harold Mann

## Rebuda
- Té una ràtio del 67% a Rotten Tomatoes.[3] Empire li va donar quatre estrelles sobre cinc, "és gran veure el valor dels '70 en aquest drama rígid, atrevit."[4]

- "Té el film un missatge? Jo no ho creo. És simplement el viatge d'un home cap a la bogeria. Una pel·lícula pot de vegades ser simplement el retrat d'un personatge, com en aquest cas. (...) Puntuació: ★★★½ (sobre 4)."[5]

- "Ni tan sols Penn pot salvar a aquest 'Richard Nixon'. (...) El títol tampoc aconsegueix que el que succeeixi sigui una gran sorpresa. (...) Puntuació: ★★ (sobre 4)."[6]

- "La bellesa de la seva sorprenent interpretació radica en la manera en què Penn troba la solitud que aisla a Bickle de la seva dona, el seu amic, el seu cap, el seu germà i, finalment, del món. (...) Puntuació: ★★★ (sobre 4)."[7]